# Меньшиков, Александр Евгеньевич
Александр Евгеньевич Меньшиков (1 октября 1964) — советский и украинский футболист, нападающий и полузащитник.

## Биография
Начинал играть на взрослом уровне в составе клуба «Колхозчи» (Ашхабад) во второй лиге. В 1983 году стал лучшим бомбардиром своего клуба с 12 голами, а всего в 1982—1984 годах забил не менее 20 голов. В 1984—1985 годах выступал в первой лиге за «Звезду» (Джизак), но не был основным игроком и почти во всех своих матчах выходил на замены. За дубль «Звезды» в 1984 году забил 16 голов в первенстве дублёров первой лиги. В 1986 году перебрался на Украину и провёл три сезона в составе «Кристалла» (Херсон), сыграв более 100 матчей во второй лиге.
В 1989 году перешёл в харьковский «Металлист». Дебютный матч за команду сыграл в Кубке Федерации 26 февраля 1989 года против киевского «Динамо», а в высшей лиге — 11 марта 1989 года против «Днепра». 18 марта впервые отличился голом, поучаствовав в выездной победе над московским «Динамо» (3:0). К середине сезона выпал из основного состава харьковчан и в итоге покинул команду. Всего в высшей лиге сыграл 13 матчей и забил один гол.
В 1989—1990 годах выступал за «Торпедо» (Запорожье), затем вернулся в херсонский «Кристалл». После распада СССР сыграл несколько матчей в первой лиге Украины за херсонский клуб, переименованный в «Таврию», а в 1993 году играл во второй лиге за «Мелиоратор» (Каховка).
В 1994—1995 годах выступал в России за «Салют» (Белгород), после чего завершил карьеру.
По некоторым данным, в октябре-ноябре 1994 года сыграл два матча в высшей лиге Украины за «Темп» (Шепетовка), по другим данным за этот клуб играл Андрей Меньшиков.